# Nguyễn Văn Thân (Quân đội)
Nguyễn Văn Thân là một tướng lĩnh Quân đội nhân dân Việt Nam, quân hàm Thiếu tướng. Ông hiện là Phó Viện trưởng Viện Chiến lược Quốc phòng và là Trợ lý Ủy viên Bộ Chính trị, Bộ trưởng Bộ Quốc phòng Đại tướng Phan Văn Giang.

## Lịch sử thụ phong quân hàm
| Năm thụ phong | -        | -         | -      | -           | 2019 |
| ------------- | -------- | --------- | ------ | ----------- | ---- |
| Cấp bậc       |          |           |        |             |      |
| Thiếu tá      | Trung tá | Thượng tá | Đại tá | Thiếu tướng |      |